# Hyperuranion
O hyperuranion (hiperurânio) ou topos hyperuranios (em grego clássico: ὑπερουράνιον τόπον, acusativo de ὑπερουράνιος τόπος, "lugar além do céu") é alternadamente um conceito usado por Platão para significar um reino perfeito das Formas, como mundo inteligível supraceleste. 
O hiperurânio, que também é chamado reino platônico, é um lugar no Céu onde todas as ideias de coisas reais estão reunidas. É da opinião de Platão que a Ideia de um fenômeno está além do reino dos fenômenos reais e que tudo o que experimentamos em nossas vidas é apenas uma cópia do modelo perfeito que existe no hiperurânio. É descrito como mais alto que os deuses, pois a divindade deles dependia do conhecimento dos seres hiperuranianos.
Já de tradição anterior, para Heráclito a região acima do céu é formada de um ar invisível rarefeito que ele chamou de pyr aeizoon (ver Empíreo e Fogo Central), que pode ser traduzido como éter, termo usado por Aristóteles em Sobre o Céu para o elemento celeste. A doutrina do hiperurânio também é um conceito medieval posterior, que afirma que Deus dentro do empíreo existe fora do Céu e o controla como o primeiro motor dali para o Céu, até mesmo fazer parte do movido. O alquimista francês Jean d'Espagnet rejeitou a ideia do hiperurânio em sua obra Enchiridion, onde sustentava que a natureza não é dividida em categorias conceituais, mas existe em unidade.